# 麻疹・風疹混合ワクチン
麻疹・風疹混合ワクチン（ましん・ふうしんこんごうワクチン、MRワクチン）とは、従来の麻疹（Measles）・風疹（Rubella）ワクチンを混合した2価ワクチンである。
2005年6月に承認され、2006年4月から日本の定期接種として接種が開始された。なお、世界では、MRワクチンを定期接種している国家は極少数で、流行性耳下腺炎（おたふく風邪）を含めた新三種混合ワクチン（MMRワクチン）の予防接種を実施している。

## 沿革

麻疹のワクチンの接種状況（2010年）

麻疹の障害調整生命年（2002年、人口10万人当たり）
no data
≦10
10～25
25～50
50～75
75～100
100～250
250～500
500～750
750～1000
1000～1500
1500～2000
≧2000

1988年（昭和63年）から、日本で定期接種が開始された麻疹・流行性耳下腺炎・風疹混合ワクチン（新三種混合ワクチン、MMRワクチン）は、大阪大学微生物病研究所の占部株ムンプスワクチンを原因とする無菌性髄膜炎の発症率が想定以上に高かった為、1993年（平成5年）に予防接種を中止した。
その後、MMRワクチンから占部株ムンプスワクチンを除いたMRワクチンが、2005年（平成17年）6月に日本で認可された。
実際の接種は、2006年（平成18年）4月からであり、併せて改正された予防接種法により、第1期（満1歳～2歳未満）、第2期（就学前の1年間）の2回接種法にて定期接種とされた。

### MRワクチン開発及び2回接種の理由
- 女性の社会進出に伴い、乳幼児の集団保育が増加していること。また、集団保育機会の増加が求められていること：集団保育は、その当然の帰結として感染症罹患の機会を増加させることとなる。そのため、感染力の強い疾病の予防策を強化したいという需要が生じた。また、現に感染症に罹患している際にはワクチン接種を受けられないため、ワクチン計画全体での接種回数はなるべく少ないほうがよい。そのため、2種のワクチンを別個に接種するよりも、混合接種したほうが有利である。
- 麻疹・風疹の流行が減少したことにより、ワクチン既接種者が麻疹・風疹患者に接触する機会が減少し、ワクチン接種後長期間を経過することによって抗体価の低下が起こっていること：ワクチン既接種者では、その後に対象ウイルスに接触することによりさらに抗体価が上昇する（ブースター効果）。しかし麻疹・風疹の流行が減少したため、ブースター効果が得られず、成人する頃には感染防御に十分な抗体価を有さない者も増加していると考えられる。
  - 2006年、関東地方の一部地域で、ワクチン既接種者に麻疹（修飾麻疹）が流行し、2018年8月に風疹の流行が東京都と千葉県で起きていると報じられたのも、このような背景があってのことである。2回目の接種を行うことでブースター効果を発生させ、抗体価の上昇を得る狙いがある。
- 先天性風疹症候群の危険性：先天性風疹症候群は、妊娠初期～中期の妊婦が風疹に罹患することにより、胎児が白内障、先天性心疾患、難聴、精神発達遅滞などの先天性障害を持つものである。かつて日本では、風疹ワクチンは女性のみに定期接種が行われていたが、これは男性差別で科学的根拠がなく、成人男性の風疹流行と先天性風疹症候群の原因として、男女とも幼児期に接種するように改められた。
  - しかし、妊婦が風疹に対する抗体価を有していたとしても、不顕性感染による先天性風疹症候群の発症を予防できない可能性が示唆されている。このため、風疹ワクチンを2回接種として、風疹の流行自体を防止することが必須である。
- 諸外国との関係、麻疹撲滅：先進国では麻疹がほとんど見られない疾患のため、小規模ながらも麻疹の流行が見られる日本は、諸外国から「麻疹の輸出国」と見られている。麻疹は理論上、痘瘡（天然痘）のように撲滅が可能な疾患であるため、日本は麻疹撲滅の足を引っ張っているという批判が挙がっている。このため、麻疹ワクチンの接種率を高め、2回接種を徹底させて麻疹の流行を予防することが、世界からも求められるようになった。

## 接種スケジュール

### 定期接種
- 1回目

月齢12～23ヶ月
- 2回目

小学校入学前の1年間
中学1年次の1年間（2008年4月～2013年3月までの時限措置の予定）
高校3年次の1年間（上に同じ）

### 任意接種
満1歳以上かつ定期接種対象及び接種対象年齢以外

## 2回接種法の変遷
- 2006年4月の予防接種開始時点で、2回目の接種は1回目にMRワクチンの接種を受けた者に限定されていたため、2回目の接種が開始されるのは2010年4月からとなってしまい、流行予防対策としては不十分といわざるを得ず、2006年6月に予防接種法が再度改正され、1回目を単抗原ワクチンで別個に受けたものも2回目の対象に加わえられた。
- 2006年4月時点で2歳以上3歳未満であり、かつ単抗原の麻疹ワクチン・風疹ワクチンの接種を受けていないものは経過措置として多くの自治体で公費での任意接種が実施された。
- 2007年の麻疹流行対策として、一部の自治体で2回目の接種年齢を超過した児童・生徒に公費での任意接種を行われた。
- 国としての経過措置として、2008年4月より2013年3月まで5年間の時限措置で、中学1年生及び高校3年生も定期接種が行われた。
- 2008年より過去の罹患歴の有無に関わらず、ワクチン接種を行うことが出来るようになった。このため、例えば風疹罹患歴のある者に対してもMRワクチンの接種が可能となった。風疹の罹患歴は、溶連菌感染症、エンテロウイルス感染症などの誤診である場合もあり、より確実な風疹抗体の獲得機会が得られることになった。なお、実際の罹患歴や既にワクチン接種歴があっても、ワクチン接種による不利益の増大はない。

## 諸外国の現状
2004年現在で、MMRワクチンを定期接種するのは105ヶ国であり、ロシア連邦では麻疹・ムンプス混合ワクチンを接種している。
2005年9月、アメリカ食品医薬品局（FDA）は、MMRにさらに水痘-帯状疱疹ワクチンを加えたMMRVワクチンを認可し、2006年より接種が開始された。

## ムンプスワクチンによる無菌性髄膜炎について
日本・イギリス・フランス・カナダ等で使用された、占部株やロシア連邦等で使用されたレニングラード・ザグレブ株をムンプスワクチンとして接種した場合、無菌性髄膜炎の発生頻度が非常に高く、この事が原因で日本ではMMRワクチンの接種を中止した（各国はMMRに含まれるワクチン株をJeryl Lynn株に変更して、接種を継続）。